# MLS SuperDraft

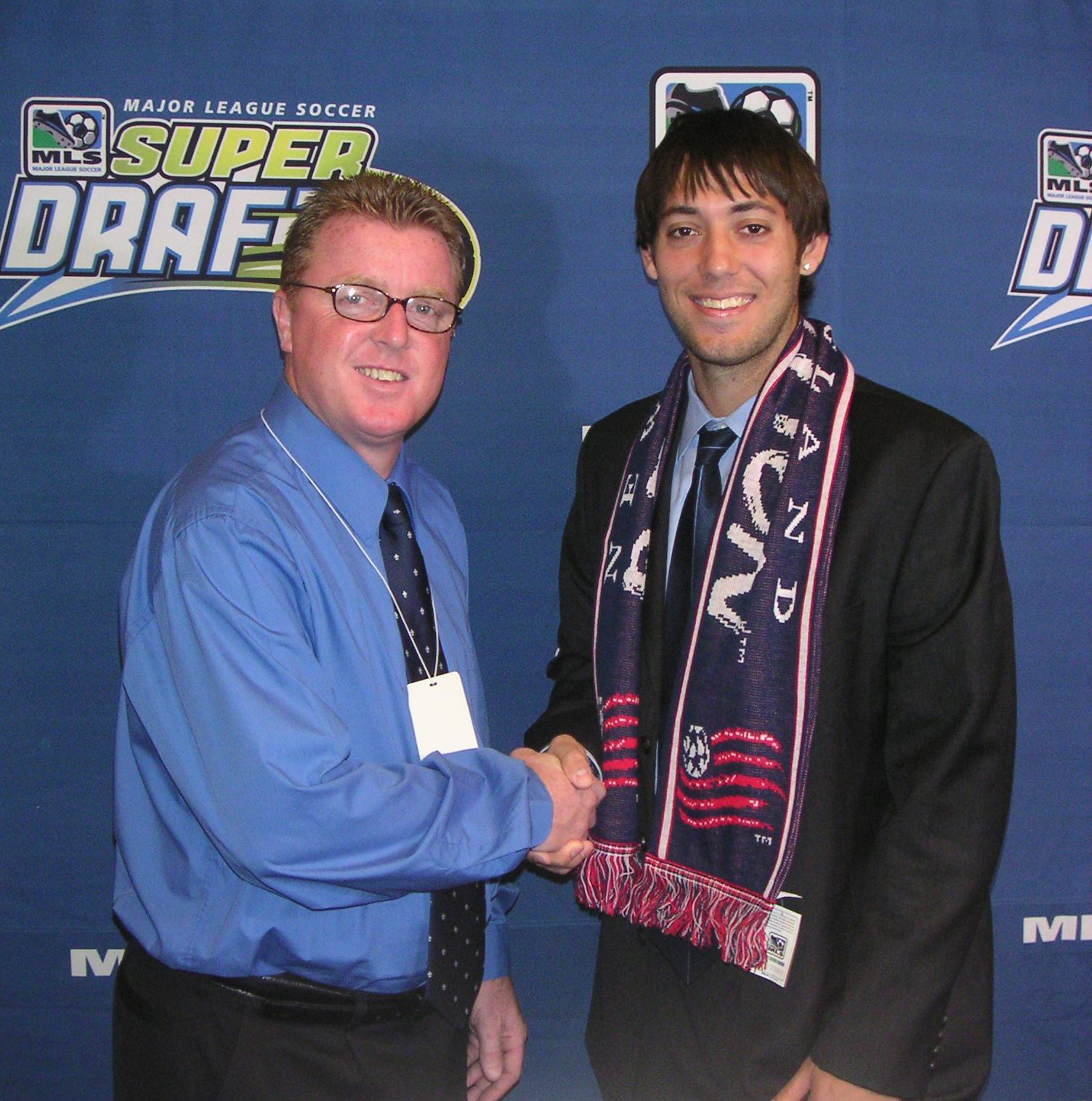
Steve Nicol et Clint Dempsey aux MLS SuperDraft.

La MLS SuperDraft (appelé MLS College Draft avant 2000) est la principale séance de repêchage (ou draft) organisé par la Major League Soccer.
Cet évènement correspond à une séance de « réservation » de joueurs éligibles pour intégrer les différentes franchises de la MLS. La quasi-totalité des joueurs inscrit à ce repêchage évoluent dans le championnat universitaire américain de la NCAA.

## Organisation
La MLS SuperDraft est organisée chaque année en janvier depuis 2000. Initialement, elle se substituait à la MLS College Draft et la MLS Supplemental Draft.
Le SuperDraft est organisé en plusieurs tours ou rondes qui corresponde à un choix de joueur pour chaque équipe de la ligue. L'ordre des choix lors de chaque ronde dépend directement des résultats de chaque équipe lors de la saison précédente de façon à faire que les équipes ayant eu les moins bons résultats choisissent en premier.
Le nombre rondes lors du SuperDraft a évolué au fil des saisons de MLS. La MLS Supplemental Draft ou Repêchage Supplémentaire a fait son retour en 2011 et est une seconde séance de repêchage beaucoup moins médiatisé, permettant aux équipes de MLS d'obtenir les droits sur des joueurs universitaires qui n'ont pas été appelés lors du SuperDraft.
| Année | Nb de rondes du SuperDraft/College Draft | Nb de rondes du Supplemental Draft | Nb de choix/ joueurs par ronde | Nb total de joueurs repêchés |
| ----- | ---------------------------------------- | ---------------------------------- | ------------------------------ | ---------------------------- |
| 1996  | 3                                        | 3                                  | 10                             | 58                           |
| 1997  | 3                                        | 3                                  | 10                             | 59                           |
| 1998  | 3                                        | 3                                  | 12                             | 68                           |
| 1999  | 3                                        | 3                                  | 12                             | 59                           |
| 2000  | 6                                        | -                                  | 12                             | 70                           |
| 2001  | 6                                        | -                                  | 12                             | 72                           |
| 2002  | 6                                        | -                                  | 12                             | 65                           |
| 2003  | 6                                        | -                                  | 10                             | 58                           |
| 2004  | 6                                        | -                                  | 10                             | 60                           |
| 2005  | 4                                        | 4                                  | 12                             | 96                           |
| 2006  | 4                                        | 4                                  | 12                             | 95                           |
| 2007  | 4                                        | 4                                  | 13                             | 103                          |
| 2008  | 4                                        | 4                                  | 14                             | 107                          |
| 2009  | 4                                        | -                                  | 15                             | 60                           |
| 2010  | 4                                        | -                                  | 16                             | 64                           |
| 2011  | 3                                        | 3                                  | 18                             | 105                          |
| 2012  | 2                                        | 4                                  | 19                             | 113                          |
| 2013  | 2                                        | 4                                  | 19                             | 105                          |
| 2014  | 4                                        | -                                  | 19                             | 76                           |
| 2015  | 4                                        | -                                  | 21                             | 84                           |
| 2016  | 4                                        | -                                  | 20                             | 74                           |
| 2017  | 4                                        | -                                  | 22                             | 81                           |
| 2018  | 4                                        | -                                  | 23                             | 81                           |
| 2019  | 4                                        | -                                  | 24                             | 75                           |
| 2020  | 4                                        | -                                  | 26                             | 77                           |

## MLS Combine
| Édition | Date             | Nb de joueurs |
| ------- | ---------------- | ------------- |
| 2003    | 12 au 14 janvier | 36            |
| 2004    | 11 au 13 janvier | 42            |
| 2005    | 8 au 11 janvier  | 66            |
| 2006    | 12 au 15 janvier | 54            |
| 2007    | 5 au 8 janvier   | 58            |
| 2008    | 11 au 15 janvier | 59            |
| 2009    | 9 au 13 janvier  | 65            |
| 2010    | 9 au 12 janvier  | 62            |
| 2011    | 7 au 11 janvier  | 69            |
| 2012    | 6 au 10 janvier  | 68            |
| 2013    | 9 au 13 janvier  | 72            |
| 2014    | 10 au 14 janvier | 71            |
| 2015    | 9 au 13 janvier  | 72            |
| 2016    | 8 au 12 janvier  | 72            |
| 2017    | 8 au 12 janvier  | 68            |
| 2018    | 11 au 17 janvier | 72            |
| 2019    | 3 au 9 janvier   | 72            |

Depuis 1996, la MLS organise chaque année un camp de détection regroupant les principaux joueurs susceptibles d'être repêchés quelques jours avant le SuperDraft : le MLS Player Combine. Les joueurs conviés à cet évènement passent des tests physiques, rencontrent les recruteurs des clubs et ont l'occasion de prouver leur valeur lors de matchs d'exhibitions. Depuis l'édition 2005, quatre équipes sont composées pour l'occasion et chacune dispute trois matchs contre les trois autres équipes. Depuis 2007 le camp de détection est systématiquement organisé à Fort Lauderdale en Floride.
La majorité des joueurs qui participent à ce camp sont choisis par un panel représentatif des entraîneurs des équipes universitaires de la College Division I de NCAA dans ce championnat, en concertation avec les entraîneurs de MLS. Cette liste est complétée par les joueurs ayant signé un contrat Génération adidas avec la ligue, des joueurs invités venant de championnats étrangers ainsi que quelques autres joueurs universitaires évoluant dans des divisions inférieures (NCAA Division II et III, NAIA schools et premières divisions alternatives). Depuis 2014, des jeunes talents caribéens participent également au Combine après avoir été sélectionnés lors du Camp de détection caribéen de la MLS.
En 2020, il n'y a pas de MLS Combine d'organisé mais un évènement appelé MLS College Showcase lors du week-end de la College Cup

## 1erschoix, équipes et origines
| Année | Équipe MLS                           | Joueur             | Université / École secondaire / Club | Autres joueurs remarquables repêchés                                                                |
| ----- | ------------------------------------ | ------------------ | ------------------------------------ | --------------------------------------------------------------------------------------------------- |
| 1996  | Wiz de Kansas City                   | Matt McKeon        | Billikens de Saint Louis             | Steve Ralston (18e), Jesse Marsch (21e), Ante Razov (27e)                                           |
| 1997  | Rapids du Colorado                   | Tahj Jakins        | Bruins d'UCLA                        | Kevin Hartman (29e)                                                                                 |
| 1998  | Fusion de Miami                      | Leo Cullen         | Terrapins du Maryland                | Jeff Cunningham (9e), Pablo Mastroeni (13e), Matt Reis (26e)                                        |
| 1999  | D.C. United                          | Jason Moore        | Cavaliers de la Virginie             | Jay Heaps (2e), John Wolyniec (7e), Greg Sutton (23e)                                               |
| 2000  | MetroStars                           | Steve Shak         | Bruins d'UCLA                        | Carlos Bocanegra (5e), Bobby Convey* (12e), Nick Rimando* (35e)                                     |
| 2001  | Earthquakes de San José              | Chris Carrieri     | Tar Heels de la Caroline du Nord     | Ryan Nelsen (4e), Brian Ching (16e), Edson Buddle* (27e)                                            |
| 2002  | Burn de Dallas                       | Chris Gbandi       | Huskies du Connecticut               | Taylor Twellman* (2e), Brad Davis* (3e), Justin Mapp* (4e), Shalrie Joseph (14e), Davy Arnaud (50e) |
| 2003  | D.C. United                          | Alecko Eskandarian | Cavaliers de la Virginie             | Ricardo Clark (2e), Mike Magee* (4e), Todd Dunivant (6e), Eddie Gaven* (12e)                        |
| 2004  | D.C. United                          | Freddy Adu*        | IMG Soccer Academy                   | Clint Dempsey* (8e), Olivier Occean (26e), Michael Bradley (36e)                                    |
| 2005  | Real Salt Lake                       | Nikolas Besagno*   | IMG Soccer Academy                   | Brad Guzan* (2e), Chad Barrett* (3e), Michael Parkhurst (5e), Chris Wondolowski (41e)               |
| 2006  | MetroStars                           | Marvell Wynne*     | Bruins d'UCLA                        | Sacha Kljestan* (5e), Jozy Altidore* (17e), Jonathan Bornstein (37e)                                |
| 2007  | Toronto FC                           | Maurice Edu*       | Terrapins du Maryland                | Bakary Soumaré* (2e), Dane Richards (19e), Omar Cummings (31e)                                      |
| 2008  | Wizards de Kansas City               | Chance Myers*      | Bruins d'UCLA                        | Brek Shea* (2e), Roger Espinoza* (11e), Geoff Cameron (42e)                                         |
| 2009  | Sounders de Seattle                  | Steve Zakuani*     | Zips d'Akron                         | Omar Gonzalez* (3e), Matt Besler (8e), Graham Zusi (23e)                                            |
| 2010  | Union de Philadelphie                | Danny Mwanga*      | Beavers d'Oregon State               | Tony Tchani* (2e), Teal Bunbury* (4e), Eric Alexander (44e)                                         |
| 2011  | Whitecaps de Vancouver               | Omar Salgado*      | CD Guadalajara                       | Perry Kitchen* (3e), Justin Meram (15e), Joao Plata (49e)                                           |
| 2012  | Impact de Montréal                   | Andrew Wenger*     | Blue Devils de Duke                  | Ethan Finlay (10e), Matt Hedges (11e), Dom Dwyer* (16e)                                             |
| 2013  | Revolution de la Nouvelle-Angleterre | Andrew Farrell*    | Cardinals de Louisville              | Kekuta Manneh* (4e), Deshorn Brown (6e), Walker Zimmerman* (7e)                                     |
| 2014  | Union de Philadelphie                | Andre Blake*       | Huskies du Connecticut               | Steve Birnbaum (2e), Tesho Akindele (6e), Thomas McNamara (20e)                                     |
| 2015  | Orlando City SC                      | Cyle Larin*        | Huskies du Connecticut               | Matt Polster (7e), Axel Sjöberg (14e), Cristian Roldan* (16e),                                      |
| 2016  | Fire de Chicago                      | Jack Harrison*     | Demon Deacons de Wake Forest         | Keegan Rosenberry (3e), Brandon Vincent (4e), Fabian Herbers* (6e)                                  |
| 2017  | Minnesota United                     | Abu Danladi*       | Bruins d'UCLA                        | Miles Robinson* (2e), Jackson Yueill* (6e), Julian Gressel (8e)                                     |
| 2018  | Los Angeles FC                       | João Moutinho*     | Zips d'Akron                         | Chris Mueller (6e), Mason Toye* (7e), Frantzdy Pierrot (27e)                                        |
| 2019  | FC Cincinnati                        | Frankie Amaya*     | Bruins d'UCLA                        | Andre Shinyashiki (5e), Hassani Dotson (31e), Peter-Lee Vassell (40e)                               |
| 2020  | Inter Miami                          | Robbie Robinson*   | Tigers de Clemson                    | Daryl Dike (5e), Henry Kessler (6e), Alistair Johnston (11e)                                        |
| 2021  | Austin FC                            | Daniel Pereira     | Hokies de Virginia Tech              | |
| 2022  | Charlotte FC                         | Ben Bender*        | Terrapins du Maryland                | |

- Les joueurs marqués d'un astérisque * participent au programme Génération Adidas (appelé Project-40 avant 2005).